# Шахдагски хребет
Шахдагски хребет (на азербайджански: Şahdağ silsiləsi) или Севански хребет (на арменски: Սևանի լեռնաշղթա; на руски: Шахдагский (Севанский) хребет) е планински хребет, част от системата на Малък Кавказ. Простира се на около 70 km от северозапад на югоизток по границата между Армения и Азербайджан, покрай североизточния бряг на езерото Севан. На северозапад чрез Чамбаракския проход (2176 m) се свързва с Арегонийския хребет, на изток – с хребета Муровдаг, а на югоизток, чрез Зодския проход – с Източносеванския хребет. Максимална височина връх Голям Гиналдаг 3367 m, (40°18′20″ с. ш. 45°56′33″ и. д. / 40.305556° с. ш. 45.9425° и. д.), издигащ се в крайната му югоизточна част. Изграден е от вулканогенни скали, пясъчници и др. По югозападните му стръмни склонове се спускат малки, къси и бурни реки, вливащи се в езерото Севан, а на североизток текат реките Дзегамчай и Шамкирчай, десни притоци на Кура. Североизточните му склонове са покрити с широколистни гори, югозападните са заети от планински степи, а билните части – от високопланински пасища. В североизточното му подножие са разположени градовете Дашкесан и Кедабек в Азербайджан и сгт Чамбарак в Армения.

## Топографска карта
- К-38-XХХІV М 1:200000[2]